# Dimitrios Valvis
Dimitrios Valvis (in greco Δημήτριος Βάλβης?; Missolungi, 1814 – Atene, 1886) è stato un politico greco, oltre che primo ministro della Grecia dal 9 al 21 maggio 1886.

## Biografia
Dimitrios Valvis nacque nel 1814 a Missolungi da una famiglia prestigiosa: suo fratello maggiore, Zinovios Valvis, infatti, fu politico e Primo ministro della Grecia per un breve periodo dal febbraio al maggio 1863 e dall'aprile all'agosto 1864. Laureato in giurisprudenza, Dimitrios Valvis fu presidente della Corte Suprema (in greco: Παγος Άρειος) dal 1872 al 1885. Il 9 maggio 1886, dopo la caduta di Theodōros Dīligiannīs, re Giorgio I di Grecia lo incaricò di formare un caretaker government, ovvero un ministero scaduto che si limita all'espletamento degli affari correnti, durato fino al 21 maggio. Alla guida del Paese gli succedette Charilaos Trikoupis. Pochi mesi dopo, ritiratosi a vita privata ad Atene, Dimitrios Valvis morì, a 72 anni.